# British Rail řada 390

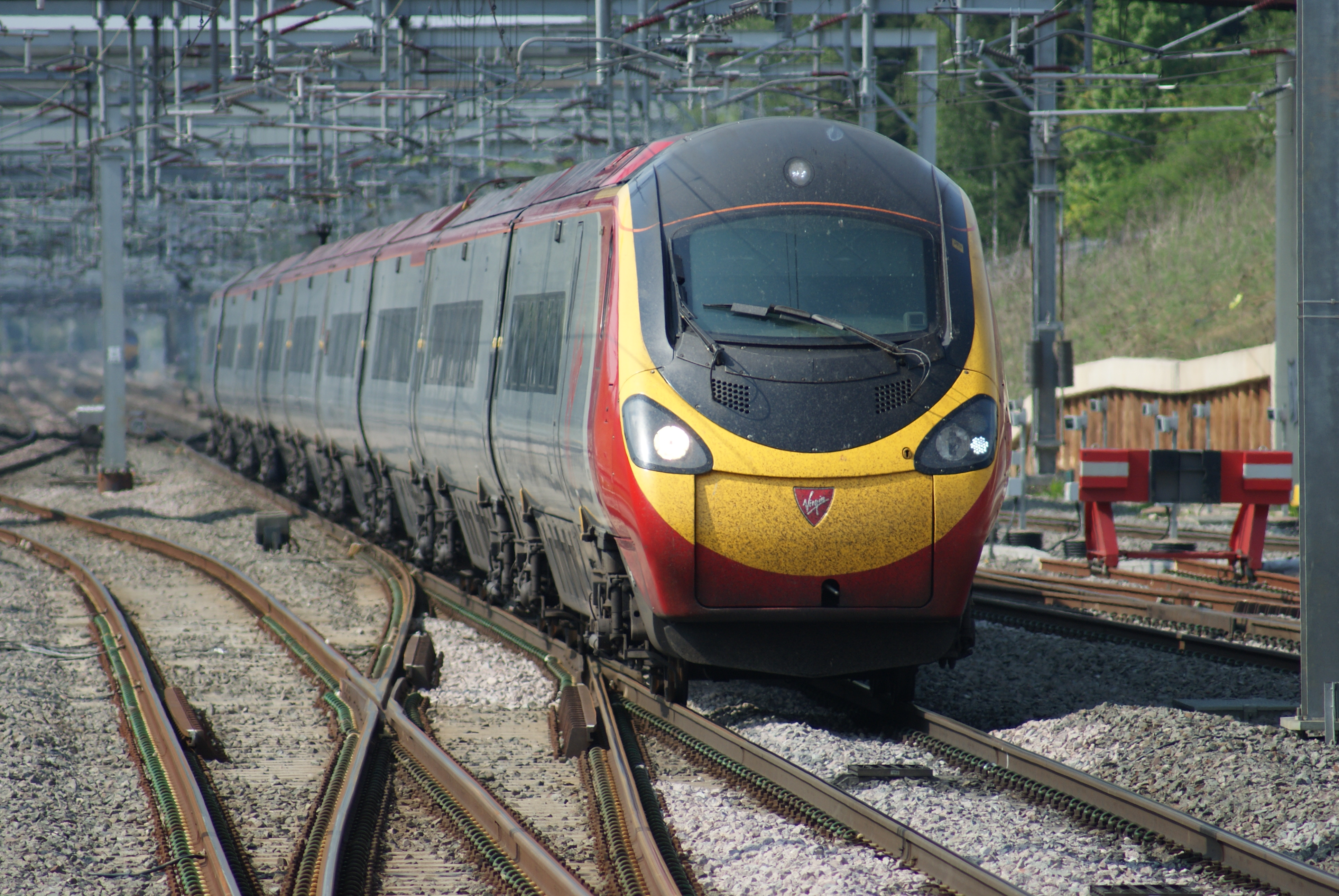
British Rail řada 390

BR řada 390 (známá také jako britské pendolino) je anglický rychlovlak. Jedná se o elektrickou jednotku určenou pro britskou hlavní napájecí soustavu 25 kV 50 Hz AC. Jezdí na vysokorychlostní trati West Coast Main Line, kde s jednotkou řady 350 tvoří páteřní vozidlo této trati. Patří společnosti Virgin Trains.
Jednotky jsou postavené na rychlost 225 km/h. V provozu zatím ale jezdí jen 200 km/h. To se však může změnit, jelikož se možná zvýší maximální rychlost na West Coast Mail Line. Zatím se tak však nestalo.
Jednotky byly vyrobeno, aby nahradily pomohli starším elektrickým lokomotivám řady 90 a nahradily staré řady 86 a 87, postavené v šedesátých a sedmdesátých letech (řada 390 byla postavena v letech 2001–2004 a 2009–2012).
Původně bylo vyrobeno 57 souprav. Jedna však byla sešrotována v důsledku nehody u Grayrigg, jež se stala 23. února 2007.